# David Lange
David Russell Lange (4. srpna 1942 Auckland – 13. srpna 2005 Middlemore) byl novozélandský politik a právník, 32. předseda vlády Nového Zélandu v letech 1984–1989. 

## Původ
Narodil se na aucklandském předměstí Ōtāhuhu v lékařské rodině německého původu. Má mladšího bratra Petera, který je známým tvůrcem keramických soch. Langeova rodina patřila k metodistické církvi, David byl jejím laickým kazatelem a hlásil se k zásadám křesťanského socialismu. Od roku 1963 byl členem Novozélandské strany práce. V roce 1966 ukončil studium práv na Aucklandské univerzitě a začal pracovat pro novozélandský nejvyšší soud. V sedmdesátých letech proslul v Aucklandu jako mimořádně výřečný advokát chudých, zastupoval mj. organizaci Polynéských panterů bojující za práva domorodého obyvatelstva. Byl zvolen poslancem novozélandského parlamentu za obvod Māngere a v roce 1978 se stal stínovým ministrem sociálních věcí.

## Politická činnost
V roce 1983 nahradil Billa Rowlinga v čele labouristické strany a stal se vůdcem parlamentní opozice. O rok později přivedl stranu k jasnému volebnímu vítězství, když získala 56 z 95 parlamentních křesel. Dne 26. července 1984 byl Lange jmenován premiérem Nového Zélandu a ministrem zahraničních věcí. Snažil se stabilizovat státní finance a navzdory svému levicovému přesvědčení se inspiroval deregulací ekonomiky uplatňovanou v USA Ronaldem Reaganem, snížil daně podnikatelům a omezoval státní dotace.
V zahraniční politice prosazoval odzbrojení a neutralitu; vyvolal mezinárodní skandál, když odmítl vpustit do novozélandských vod americkou válečnou loď USS Buchanan. Za jeho vlády také francouzští agenti potopili plavidlo Rainbow Warrior v aucklandském přístavu, následovalo jejich zatčení a odsouzení, které výrazně zhoršilo vztahy Nového Zélandu s Francií. V roce 1987 Lange prosadil zákon prohlašující Nový Zéland za bezjadernou zónu. Jeho vláda také legalizovala homosexuální styky osob starších šestnácti let a prohlásila maorštinu druhým úředním jazykem. Premiér však neuspěl ve své snaze o vyhlášení Nového Zélandu republikou a o změnu vlajky. 
Lange vyhrál další volby v srpnu 1987 a sestavil další vládu, v níž byl předsedou a ministrem školství. Černé pondělí v říjnu 1987 však způsobilo pokles novozélandské ekonomiky a ztrátu Langeho popularity. Ve sporu o zavedení rovné daně se proti němu postavila i část vlastní strany a v dubnu 1989 založil Jim Anderton odštěpeneckou NewLabour Party. V srpnu téhož roku rezignoval Lange na post premiéra a předal vládu Geoffreymu Palmerovi. V letech 1989 až 1990 zastával úřad generálního prokurátora. Poslancem byl do roku 1996, kdy ze zdravotních důvodů odešel z politického života.

## Osobní život
Jeho koníčkem byly automobilové závody, které jezdil na voze Ford Laser. Působil také ve vedení Novozélandského ragbyového svazu. Po odchodu z vlády psal politické komentáře pro noviny The Dominion Post. Měl tři děti s první ženou Naomi a jedno s druhou ženou Margaret. V roce 1990 mu byl udělen Řád společníků cti a v roce 2003 Cena za správný život. Jako bývalý premiér měl také nárok na šlechtický titul, který však odmítl používat.
Lange byl znám celoživotním sklonem k obezitě a ve čtyřiceti letech již vážil 175 kg, pak prodělal operativní zmenšení žaludku. Trpěl cukrovkou a amyloidózou, v roce 2005 mu byla amputována část pravé nohy a krátce nato zemřel na selhání ledvin ve věku 63 let.